# Чонкешть
Чонкешть, Чонкешті (рум. Cionchești) — село у повіті Сату-Маре в Румунії. Входить до складу комуни Віїле-Сату-Маре.
Село розташоване на відстані 438 км на північний захід від Бухареста, 10 км на південь від Сату-Маре, 115 км на північний захід від Клуж-Напоки.

## Населення
За даними перепису населення 2002 року у селі проживали 199 осіб, з них 197 осіб (99,0%) румунів. Рідною мовою 198 осіб (99,5%) назвали румунську.